# Unicodeblock Phonetische Erweiterungen
Der Unicodeblock Phonetische Erweiterungen (engl. Phonetic Extensions, U+1D00 bis U+1D7F) enthält verschiedenste in Unicode-Version 4.0 (und 4.1) hinzugefügte Lautschriftzeichen. Zum großen Teil handelt es sich um Erweiterungen für das Uralische Phonetische Alphabet (UPA). Weiterhin handelt es sich um inoffizielle Erweiterungen der IPA sowie um Zeichen, die in weiteren Nicht-IPA-Transkriptionen verwendet werden, z. B. im Amerikanistischen Phonetischen Alphabet und in Transkriptionen für kaukasische Sprachen u. a.

## Liste
| Unicodenummer | Zeichen (400 %) | Kategorie                 | Bidirektionale Klasse | Offizielle Bezeichnung                              | Beschreibung                                                           |
| ------------- | --------------- | ------------------------- | --------------------- | --------------------------------------------------- | ---------------------------------------------------------------------- |
| U+1D00 (7424) | ᴀ               | Kleinbuchstabe            | links nach rechts     | LATIN LETTER SMALL CAPITAL A                        | Lateinisches Kapitälchen A                                             |
| U+1D01 (7425) | ᴁ               | Kleinbuchstabe            | links nach rechts     | LATIN LETTER SMALL CAPITAL AE                       | Lateinisches Kapitälchen AE                                            |
| U+1D02 (7426) | ᴂ               | Kleinbuchstabe            | links nach rechts     | LATIN SMALL LETTER TURNED AE                        | Lateinischer Kleinbuchstabe gedrehtes ae                               |
| U+1D03 (7427) | ᴃ               | Kleinbuchstabe            | links nach rechts     | LATIN LETTER SMALL CAPITAL BARRED B                 | Lateinisches Kapitälchen B mit Balken                                  |
| U+1D04 (7428) | ᴄ               | Kleinbuchstabe            | links nach rechts     | LATIN LETTER SMALL CAPITAL C                        | Lateinisches Kapitälchen C                                             |
| U+1D05 (7429) | ᴅ               | Kleinbuchstabe            | links nach rechts     | LATIN LETTER SMALL CAPITAL D                        | Lateinisches Kapitälchen D                                             |
| U+1D06 (7430) | ᴆ               | Kleinbuchstabe            | links nach rechts     | LATIN LETTER SMALL CAPITAL ETH                      | Lateinisches Kapitälchen Eth                                           |
| U+1D07 (7431) | ᴇ               | Kleinbuchstabe            | links nach rechts     | LATIN LETTER SMALL CAPITAL E                        | Lateinisches Kapitälchen E                                             |
| U+1D08 (7432) | ᴈ               | Kleinbuchstabe            | links nach rechts     | LATIN SMALL LETTER TURNED OPEN E                    | Lateinischer Kleinbuchstabe gedrehtes offenes e                        |
| U+1D09 (7433) | ᴉ               | Kleinbuchstabe            | links nach rechts     | LATIN SMALL LETTER TURNED I                         | Lateinischer Kleinbuchstabe gedrehtes i                                |
| U+1D0A (7434) | ᴊ               | Kleinbuchstabe            | links nach rechts     | LATIN LETTER SMALL CAPITAL J                        | Lateinisches Kapitälchen J                                             |
| U+1D0B (7435) | ᴋ               | Kleinbuchstabe            | links nach rechts     | LATIN LETTER SMALL CAPITAL K                        | Lateinisches Kapitälchen K                                             |
| U+1D0C (7436) | ᴌ               | Kleinbuchstabe            | links nach rechts     | LATIN LETTER SMALL CAPITAL L WITH STROKE            | Lateinisches Kapitälchen L mit Schrägstrich                            |
| U+1D0D (7437) | ᴍ               | Kleinbuchstabe            | links nach rechts     | LATIN LETTER SMALL CAPITAL M                        | Lateinisches Kapitälchen M                                             |
| U+1D0E (7438) | ᴎ               | Kleinbuchstabe            | links nach rechts     | LATIN LETTER SMALL CAPITAL REVERSED N               | Lateinisches Kapitälchen gewendetes N                                  |
| U+1D0F (7439) | ᴏ               | Kleinbuchstabe            | links nach rechts     | LATIN LETTER SMALL CAPITAL O                        | Lateinisches Kapitälchen O                                             |
| U+1D10 (7440) | ᴐ               | Kleinbuchstabe            | links nach rechts     | LATIN LETTER SMALL CAPITAL OPEN O                   | Lateinisches Kapitälchen offenes O                                     |
| U+1D11 (7441) | ᴑ               | Kleinbuchstabe            | links nach rechts     | LATIN SMALL LETTER SIDEWAYS O                       | Lateinischer Kleinbuchstabe auf der Seite liegendes o                  |
| U+1D12 (7442) | ᴒ               | Kleinbuchstabe            | links nach rechts     | LATIN SMALL LETTER SIDEWAYS OPEN O                  | Lateinischer Kleinbuchstabe auf der Seite liegendes offenes o          |
| U+1D13 (7443) | ᴓ               | Kleinbuchstabe            | links nach rechts     | LATIN SMALL LETTER SIDEWAYS O WITH STROKE           | Lateinischer Kleinbuchstabe auf der Seite liegendes o mit Schrägstrich |
| U+1D14 (7444) | ᴔ               | Kleinbuchstabe            | links nach rechts     | LATIN SMALL LETTER TURNED OE                        | Lateinischer Kleinbuchstabe gedrehtes oe                               |
| U+1D15 (7445) | ᴕ               | Kleinbuchstabe            | links nach rechts     | LATIN LETTER SMALL CAPITAL OU                       | Lateinisches Kapitälchen Ou                                            |
| U+1D16 (7446) | ᴖ               | Kleinbuchstabe            | links nach rechts     | LATIN SMALL LETTER TOP HALF O                       | Obere Hälfte des lateinischen Kleinbuchstabens o                       |
| U+1D17 (7447) | ᴗ               | Kleinbuchstabe            | links nach rechts     | LATIN SMALL LETTER BOTTOM HALF O                    | Untere Hälfte des lateinischen Kleinbuchstabens o                      |
| U+1D18 (7448) | ᴘ               | Kleinbuchstabe            | links nach rechts     | LATIN LETTER SMALL CAPITAL P                        | Lateinisches Kapitälchen P                                             |
| U+1D19 (7449) | ᴙ               | Kleinbuchstabe            | links nach rechts     | LATIN LETTER SMALL CAPITAL REVERSED R               | Lateinisches Kapitälchen gewendetes R                                  |
| U+1D1A (7450) | ᴚ               | Kleinbuchstabe            | links nach rechts     | LATIN LETTER SMALL CAPITAL TURNED R                 | Lateinisches Kapitälchen gedrehtes R                                   |
| U+1D1B (7451) | ᴛ               | Kleinbuchstabe            | links nach rechts     | LATIN LETTER SMALL CAPITAL T                        | Lateinisches Kapitälchen T                                             |
| U+1D1C (7452) | ᴜ               | Kleinbuchstabe            | links nach rechts     | LATIN LETTER SMALL CAPITAL U                        | Lateinisches Kapitälchen U                                             |
| U+1D1D (7453) | ᴝ               | Kleinbuchstabe            | links nach rechts     | LATIN SMALL LETTER SIDEWAYS U                       | Lateinischer Kleinbuchstabe auf der Seite liegendes u                  |
| U+1D1E (7454) | ᴞ               | Kleinbuchstabe            | links nach rechts     | LATIN SMALL LETTER SIDEWAYS DIAERESIZED U           | Lateinischer Kleinbuchstabe auf der Seite liegendes u mit Trema        |
| U+1D1F (7455) | ᴟ               | Kleinbuchstabe            | links nach rechts     | LATIN SMALL LETTER SIDEWAYS TURNED M                | Lateinischer Kleinbuchstabe auf der Seite liegendes gedrehtes m        |
| U+1D20 (7456) | ᴠ               | Kleinbuchstabe            | links nach rechts     | LATIN LETTER SMALL CAPITAL V                        | Lateinisches Kapitälchen V                                             |
| U+1D21 (7457) | ᴡ               | Kleinbuchstabe            | links nach rechts     | LATIN LETTER SMALL CAPITAL W                        | Lateinisches Kapitälchen W                                             |
| U+1D22 (7458) | ᴢ               | Kleinbuchstabe            | links nach rechts     | LATIN LETTER SMALL CAPITAL Z                        | Lateinisches Kapitälchen Z                                             |
| U+1D23 (7459) | ᴣ               | Kleinbuchstabe            | links nach rechts     | LATIN LETTER SMALL CAPITAL EZH                      | Lateinisches Kapitälchen Ezh (Z mit Unterschlinge)                     |
| U+1D24 (7460) | ᴤ               | Kleinbuchstabe            | links nach rechts     | LATIN LETTER VOICED LARYNGEAL SPIRANT               | Lateinischer Buchstabe stimmhafter laryngaler Spirant                  |
| U+1D25 (7461) | ᴥ               | Kleinbuchstabe            | links nach rechts     | LATIN LETTER AIN                                    | Lateinischer Buchstabe Ain                                             |
| U+1D26 (7462) | ᴦ               | Kleinbuchstabe            | links nach rechts     | GREEK LETTER SMALL CAPITAL GAMMA                    | Griechisches Kapitälchen Gamma                                         |
| U+1D27 (7463) | ᴧ               | Kleinbuchstabe            | links nach rechts     | GREEK LETTER SMALL CAPITAL LAMDA                    | Griechisches Kapitälchen Lambda                                        |
| U+1D28 (7464) | ᴨ               | Kleinbuchstabe            | links nach rechts     | GREEK LETTER SMALL CAPITAL PI                       | Griechisches Kapitälchen Pi                                            |
| U+1D29 (7465) | ᴩ               | Kleinbuchstabe            | links nach rechts     | GREEK LETTER SMALL CAPITAL RHO                      | Griechisches Kapitälchen Rho                                           |
| U+1D2A (7466) | ᴪ               | Kleinbuchstabe            | links nach rechts     | GREEK LETTER SMALL CAPITAL PSI                      | Griechisches Kapitälchen Psi                                           |
| U+1D2B (7467) | ᴫ               | Kleinbuchstabe            | links nach rechts     | CYRILLIC LETTER SMALL CAPITAL EL                    | Kyrillisches Kapitälchen El (L)                                        |
| U+1D2C (7468) | ᴬ               | modifizierender Buchstabe | links nach rechts     | MODIFIER LETTER CAPITAL A                           | Modifizierender Großbuchstabe A                                        |
| U+1D2D (7469) | ᴭ               | modifizierender Buchstabe | links nach rechts     | MODIFIER LETTER CAPITAL AE                          | Modifizierender Großbuchstabe AE                                       |
| U+1D2E (7470) | ᴮ               | modifizierender Buchstabe | links nach rechts     | MODIFIER LETTER CAPITAL B                           | Modifizierender Großbuchstabe B                                        |
| U+1D2F (7471) | ᴯ               | modifizierender Buchstabe | links nach rechts     | MODIFIER LETTER CAPITAL BARRED B                    | Modifizierender Großbuchstabe B mit Querstrich                         |
| U+1D30 (7472) | ᴰ               | modifizierender Buchstabe | links nach rechts     | MODIFIER LETTER CAPITAL D                           | Modifizierender Großbuchstabe D                                        |
| U+1D31 (7473) | ᴱ               | modifizierender Buchstabe | links nach rechts     | MODIFIER LETTER CAPITAL E                           | Modifizierender Großbuchstabe E                                        |
| U+1D32 (7474) | ᴲ               | modifizierender Buchstabe | links nach rechts     | MODIFIER LETTER CAPITAL REVERSED E                  | Modifizierender Großbuchstabe gewendetes E                             |
| U+1D33 (7475) | ᴳ               | modifizierender Buchstabe | links nach rechts     | MODIFIER LETTER CAPITAL G                           | Modifizierender Großbuchstabe G                                        |
| U+1D34 (7476) | ᴴ               | modifizierender Buchstabe | links nach rechts     | MODIFIER LETTER CAPITAL H                           | Modifizierender Großbuchstabe H                                        |
| U+1D35 (7477) | ᴵ               | modifizierender Buchstabe | links nach rechts     | MODIFIER LETTER CAPITAL I                           | Modifizierender Großbuchstabe I                                        |
| U+1D36 (7478) | ᴶ               | modifizierender Buchstabe | links nach rechts     | MODIFIER LETTER CAPITAL J                           | Modifizierender Großbuchstabe J                                        |
| U+1D37 (7479) | ᴷ               | modifizierender Buchstabe | links nach rechts     | MODIFIER LETTER CAPITAL K                           | Modifizierender Großbuchstabe K                                        |
| U+1D38 (7480) | ᴸ               | modifizierender Buchstabe | links nach rechts     | MODIFIER LETTER CAPITAL L                           | Modifizierender Großbuchstabe L                                        |
| U+1D39 (7481) | ᴹ               | modifizierender Buchstabe | links nach rechts     | MODIFIER LETTER CAPITAL M                           | Modifizierender Großbuchstabe M                                        |
| U+1D3A (7482) | ᴺ               | modifizierender Buchstabe | links nach rechts     | MODIFIER LETTER CAPITAL N                           | Modifizierender Großbuchstabe N                                        |
| U+1D3B (7483) | ᴻ               | modifizierender Buchstabe | links nach rechts     | MODIFIER LETTER CAPITAL REVERSED N                  | Modifizierender Großbuchstabe gewendetes N                             |
| U+1D3C (7484) | ᴼ               | modifizierender Buchstabe | links nach rechts     | MODIFIER LETTER CAPITAL O                           | Modifizierender Großbuchstabe O                                        |
| U+1D3D (7485) | ᴽ               | modifizierender Buchstabe | links nach rechts     | MODIFIER LETTER CAPITAL OU                          | Modifizierender Großbuchstabe Ou                                       |
| U+1D3E (7486) | ᴾ               | modifizierender Buchstabe | links nach rechts     | MODIFIER LETTER CAPITAL P                           | Modifizierender Großbuchstabe P                                        |
| U+1D3F (7487) | ᴿ               | modifizierender Buchstabe | links nach rechts     | MODIFIER LETTER CAPITAL R                           | Modifizierender Großbuchstabe R                                        |
| U+1D40 (7488) | ᵀ               | modifizierender Buchstabe | links nach rechts     | MODIFIER LETTER CAPITAL T                           | Modifizierender Großbuchstabe T                                        |
| U+1D41 (7489) | ᵁ               | modifizierender Buchstabe | links nach rechts     | MODIFIER LETTER CAPITAL U                           | Modifizierender Großbuchstabe U                                        |
| U+1D42 (7490) | ᵂ               | modifizierender Buchstabe | links nach rechts     | MODIFIER LETTER CAPITAL W                           | Modifizierender Großbuchstabe W                                        |
| U+1D43 (7491) | ᵃ               | modifizierender Buchstabe | links nach rechts     | MODIFIER LETTER SMALL A                             | Modifizierender Kleinbuchstabe a                                       |
| U+1D44 (7492) | ᵄ               | modifizierender Buchstabe | links nach rechts     | MODIFIER LETTER SMALL TURNED A                      | Modifizierender Kleinbuchstabe gedrehtes a                             |
| U+1D45 (7493) | ᵅ               | modifizierender Buchstabe | links nach rechts     | MODIFIER LETTER SMALL ALPHA                         | Modifizierender Kleinbuchstabe Alpha                                   |
| U+1D46 (7494) | ᵆ               | modifizierender Buchstabe | links nach rechts     | MODIFIER LETTER SMALL TURNED AE                     | Modifizierender Kleinbuchstabe gedrehtes ae                            |
| U+1D47 (7495) | ᵇ               | modifizierender Buchstabe | links nach rechts     | MODIFIER LETTER SMALL B                             | Modifizierender Kleinbuchstabe b                                       |
| U+1D48 (7496) | ᵈ               | modifizierender Buchstabe | links nach rechts     | MODIFIER LETTER SMALL D                             | Modifizierender Kleinbuchstabe d                                       |
| U+1D49 (7497) | ᵉ               | modifizierender Buchstabe | links nach rechts     | MODIFIER LETTER SMALL E                             | Modifizierender Kleinbuchstabe e                                       |
| U+1D4A (7498) | ᵊ               | modifizierender Buchstabe | links nach rechts     | MODIFIER LETTER SMALL SCHWA                         | Modifizierender Kleinbuchstabe Schwa                                   |
| U+1D4B (7499) | ᵋ               | modifizierender Buchstabe | links nach rechts     | MODIFIER LETTER SMALL OPEN E                        | Modifizierender Kleinbuchstabe offenes e                               |
| U+1D4C (7500) | ᵌ               | modifizierender Buchstabe | links nach rechts     | MODIFIER LETTER SMALL TURNED OPEN E                 | Modifizierender Kleinbuchstabe gedrehtes offenes e                     |
| U+1D4D (7501) | ᵍ               | modifizierender Buchstabe | links nach rechts     | MODIFIER LETTER SMALL G                             | Modifizierender Kleinbuchstabe g                                       |
| U+1D4E (7502) | ᵎ               | modifizierender Buchstabe | links nach rechts     | MODIFIER LETTER SMALL TURNED I                      | Modifizierender Kleinbuchstabe gedrehtes i                             |
| U+1D4F (7503) | ᵏ               | modifizierender Buchstabe | links nach rechts     | MODIFIER LETTER SMALL K                             | Modifizierender Kleinbuchstabe k                                       |
| U+1D50 (7504) | ᵐ               | modifizierender Buchstabe | links nach rechts     | MODIFIER LETTER SMALL M                             | Modifizierender Kleinbuchstabe m                                       |
| U+1D51 (7505) | ᵑ               | modifizierender Buchstabe | links nach rechts     | MODIFIER LETTER SMALL ENG                           | Modifizierender Kleinbuchstabe Eng                                     |
| U+1D52 (7506) | ᵒ               | modifizierender Buchstabe | links nach rechts     | MODIFIER LETTER SMALL O                             | Modifizierender Kleinbuchstabe o                                       |
| U+1D53 (7507) | ᵓ               | modifizierender Buchstabe | links nach rechts     | MODIFIER LETTER SMALL OPEN O                        | Modifizierender Kleinbuchstabe offenes o                               |
| U+1D54 (7508) | ᵔ               | modifizierender Buchstabe | links nach rechts     | MODIFIER LETTER SMALL TOP HALF O                    | Modifizierender Kleinbuchstabe obere Hälfte eines o                    |
| U+1D55 (7509) | ᵕ               | modifizierender Buchstabe | links nach rechts     | MODIFIER LETTER SMALL BOTTOM HALF O                 | Modifizierender Kleinbuchstabe untere Hälfte eines o                   |
| U+1D56 (7510) | ᵖ               | modifizierender Buchstabe | links nach rechts     | MODIFIER LETTER SMALL P                             | Modifizierender Kleinbuchstabe p                                       |
| U+1D57 (7511) | ᵗ               | modifizierender Buchstabe | links nach rechts     | MODIFIER LETTER SMALL T                             | Modifizierender Kleinbuchstabe t                                       |
| U+1D58 (7512) | ᵘ               | modifizierender Buchstabe | links nach rechts     | MODIFIER LETTER SMALL U                             | Modifizierender Kleinbuchstabe u                                       |
| U+1D59 (7513) | ᵙ               | modifizierender Buchstabe | links nach rechts     | MODIFIER LETTER SMALL SIDEWAYS U                    | Modifizierender Kleinbuchstabe auf der Seite liegendes u               |
| U+1D5A (7514) | ᵚ               | modifizierender Buchstabe | links nach rechts     | MODIFIER LETTER SMALL TURNED M                      | Modifizierender Kleinbuchstabe gedrehtes m                             |
| U+1D5B (7515) | ᵛ               | modifizierender Buchstabe | links nach rechts     | MODIFIER LETTER SMALL V                             | Modifizierender Kleinbuchstabe v                                       |
| U+1D5C (7516) | ᵜ               | modifizierender Buchstabe | links nach rechts     | MODIFIER LETTER SMALL AIN                           | Modifizierender Kleinbuchstabe Ain                                     |
| U+1D5D (7517) | ᵝ               | modifizierender Buchstabe | links nach rechts     | MODIFIER LETTER SMALL BETA                          | Modifizierender Kleinbuchstabe Beta                                    |
| U+1D5E (7518) | ᵞ               | modifizierender Buchstabe | links nach rechts     | MODIFIER LETTER SMALL GREEK GAMMA                   | Modifizierender Kleinbuchstabe Gamma                                   |
| U+1D5F (7519) | ᵟ               | modifizierender Buchstabe | links nach rechts     | MODIFIER LETTER SMALL DELTA                         | Modifizierender Kleinbuchstabe Delta                                   |
| U+1D60 (7520) | ᵠ               | modifizierender Buchstabe | links nach rechts     | MODIFIER LETTER SMALL GREEK PHI                     | Modifizierender Kleinbuchstabe Phi                                     |
| U+1D61 (7521) | ᵡ               | modifizierender Buchstabe | links nach rechts     | MODIFIER LETTER SMALL CHI                           | Modifizierender Kleinbuchstabe Chi                                     |
| U+1D62 (7522) | ᵢ               | modifizierender Buchstabe | links nach rechts     | LATIN SUBSCRIPT SMALL LETTER I                      | Lateinischer tiefgestellter Kleinbuchstabe i                           |
| U+1D63 (7523) | ᵣ               | modifizierender Buchstabe | links nach rechts     | LATIN SUBSCRIPT SMALL LETTER R                      | Lateinischer tiefgestellter Kleinbuchstabe r                           |
| U+1D64 (7524) | ᵤ               | modifizierender Buchstabe | links nach rechts     | LATIN SUBSCRIPT SMALL LETTER U                      | Lateinischer tiefgestellter Kleinbuchstabe u                           |
| U+1D65 (7525) | ᵥ               | modifizierender Buchstabe | links nach rechts     | LATIN SUBSCRIPT SMALL LETTER V                      | Lateinischer tiefgestellter Kleinbuchstabe v                           |
| U+1D66 (7526) | ᵦ               | modifizierender Buchstabe | links nach rechts     | GREEK SUBSCRIPT SMALL LETTER BETA                   | Griechischer tiefgestellter Kleinbuchstabe Beta                        |
| U+1D67 (7527) | ᵧ               | modifizierender Buchstabe | links nach rechts     | GREEK SUBSCRIPT SMALL LETTER GAMMA                  | Griechischer tiefgestellter Kleinbuchstabe Gamma                       |
| U+1D68 (7528) | ᵨ               | modifizierender Buchstabe | links nach rechts     | GREEK SUBSCRIPT SMALL LETTER RHO                    | Griechischer tiefgestellter Kleinbuchstabe Rho                         |
| U+1D69 (7529) | ᵩ               | modifizierender Buchstabe | links nach rechts     | GREEK SUBSCRIPT SMALL LETTER PHI                    | Griechischer tiefgestellter Kleinbuchstabe Phi                         |
| U+1D6A (7530) | ᵪ               | modifizierender Buchstabe | links nach rechts     | GREEK SUBSCRIPT SMALL LETTER CHI                    | Griechischer tiefgestellter Kleinbuchstabe Chi                         |
| U+1D6B (7531) | ᵫ               | Kleinbuchstabe            | links nach rechts     | LATIN SMALL LETTER UE                               | Lateinischer Kleinbuchstabe ue                                         |
| U+1D6C (7532) | ᵬ               | Kleinbuchstabe            | links nach rechts     | LATIN SMALL LETTER B WITH MIDDLE TILDE              | Lateinischer Kleinbuchstabe b mit mittlerer Tilde                      |
| U+1D6D (7533) | ᵭ               | Kleinbuchstabe            | links nach rechts     | LATIN SMALL LETTER D WITH MIDDLE TILDE              | Lateinischer Kleinbuchstabe d mit mittlerer Tilde                      |
| U+1D6E (7534) | ᵮ               | Kleinbuchstabe            | links nach rechts     | LATIN SMALL LETTER F WITH MIDDLE TILDE              | Lateinischer Kleinbuchstabe f mit mittlerer Tilde                      |
| U+1D6F (7535) | ᵯ               | Kleinbuchstabe            | links nach rechts     | LATIN SMALL LETTER M WITH MIDDLE TILDE              | Lateinischer Kleinbuchstabe m mit mittlerer Tilde                      |
| U+1D70 (7536) | ᵰ               | Kleinbuchstabe            | links nach rechts     | LATIN SMALL LETTER N WITH MIDDLE TILDE              | Lateinischer Kleinbuchstabe n mit mittlerer Tilde                      |
| U+1D71 (7537) | ᵱ               | Kleinbuchstabe            | links nach rechts     | LATIN SMALL LETTER P WITH MIDDLE TILDE              | Lateinischer Kleinbuchstabe p mit mittlerer Tilde                      |
| U+1D72 (7538) | ᵲ               | Kleinbuchstabe            | links nach rechts     | LATIN SMALL LETTER R WITH MIDDLE TILDE              | Lateinischer Kleinbuchstabe r mit mittlerer Tilde                      |
| U+1D73 (7539) | ᵳ               | Kleinbuchstabe            | links nach rechts     | LATIN SMALL LETTER R WITH FISHHOOK AND MIDDLE TILDE | Lateinischer Kleinbuchstabe r mit Angelhaken und mittlerer Tilde       |
| U+1D74 (7540) | ᵴ               | Kleinbuchstabe            | links nach rechts     | LATIN SMALL LETTER S WITH MIDDLE TILDE              | Lateinischer Kleinbuchstabe s mit mittlerer Tilde                      |
| U+1D75 (7541) | ᵵ               | Kleinbuchstabe            | links nach rechts     | LATIN SMALL LETTER T WITH MIDDLE TILDE              | Lateinischer Kleinbuchstabe t mit mittlerer Tilde                      |
| U+1D76 (7542) | ᵶ               | Kleinbuchstabe            | links nach rechts     | LATIN SMALL LETTER Z WITH MIDDLE TILDE              | Lateinischer Kleinbuchstabe z mit mittlerer Tilde                      |
| U+1D77 (7543) | ᵷ               | Kleinbuchstabe            | links nach rechts     | LATIN SMALL LETTER TURNED G                         | Lateinischer Kleinbuchstabe gedrehtes g                                |
| U+1D78 (7544) | ᵸ               | modifizierender Buchstabe | links nach rechts     | MODIFIER LETTER CYRILLIC EN                         | Modifizierender kyrillischer Buchstabe En (N)                          |
| U+1D79 (7545) | ᵹ               | Kleinbuchstabe            | links nach rechts     | LATIN SMALL LETTER INSULAR G                        | Lateinischer Kleinbuchstabe insulares g                                |
| U+1D7A (7546) | ᵺ               | Kleinbuchstabe            | links nach rechts     | LATIN SMALL LETTER TH WITH STRIKETHROUGH            | Lateinischer Kleinbuchstabe th mit Schrägstrich                        |
| U+1D7B (7547) | ᵻ               | Kleinbuchstabe            | links nach rechts     | LATIN SMALL CAPITAL LETTER I WITH STROKE            | Lateinisches Kapitälchen I mit Querstrich                              |
| U+1D7C (7548) | ᵼ               | Kleinbuchstabe            | links nach rechts     | LATIN SMALL LETTER IOTA WITH STROKE                 | Lateinischer Kleinbuchstabe Iota mit Querstrich                        |
| U+1D7D (7549) | ᵽ               | Kleinbuchstabe            | links nach rechts     | LATIN SMALL LETTER P WITH STROKE                    | Lateinischer Kleinbuchstabe p mit Querstrich                           |
| U+1D7E (7550) | ᵾ               | Kleinbuchstabe            | links nach rechts     | LATIN SMALL CAPITAL LETTER U WITH STROKE            | Lateinischer Kleinbuchstabe u mit Querstrich                           |
| U+1D7F (7551) | ᵿ               | Kleinbuchstabe            | links nach rechts     | LATIN SMALL LETTER UPSILON WITH STROKE              | Lateinischer Kleinbuchstabe Ypsilon mit Querstrich                     |